# أنتوني توماس (لاعب كرة قدم أمريكية)
أنتوني توماس (بالإنجليزية: Anthony Thomas)‏ هو لاعب كرة قدم أمريكية أمريكي، ولد في 7 نوفمبر 1977 في واينفيلد في الولايات المتحدة.

## وصلات خارجية
- أنتوني توماس على موقع مرجع كرة القدم المحترفة.كوم (الإنجليزية)
- أنتوني توماس على موقع قاعة لويزيانا للمشاهير الرياضية (الإنجليزية)